# Juvigny-sous-Andaine
Juvigny-sous-Andaine és un municipi francès situat al departament de l'Orne i a la regió de Normandia. L'any 2007 tenia 1.058 habitants.

## Demografia

### Població
El 2007 la població de fet de Juvigny-sous-Andaine era de 1.058 persones. Hi havia 420 famílies de les quals 124 eren unipersonals (68 homes vivint sols i 56 dones vivint soles), 120 parelles sense fills, 144 parelles amb fills i 32 famílies monoparentals amb fills.
La població ha evolucionat segons el següent gràfic:
Habitants censats

### Habitatges
El 2007 hi havia 525 habitatges, 422 eren l'habitatge principal de la família, 55 eren segones residències i 48 estaven desocupats. 469 eren cases i 54 eren apartaments. Dels 422 habitatges principals, 268 estaven ocupats pels seus propietaris, 151 estaven llogats i ocupats pels llogaters i 3 estaven cedits a títol gratuït; 8 tenien una cambra, 39 en tenien dues, 82 en tenien tres, 125 en tenien quatre i 168 en tenien cinc o més. 260 habitatges disposaven pel capbaix d'una plaça de pàrquing. A 218 habitatges hi havia un automòbil i a 164 n'hi havia dos o més.

### Piràmide de població
La piràmide de població per edats i sexe el 2009 era:
| Homes | Edats   | Dones |
| ----- | ------- | ----- |
| 0     | 95 o +  | 0     |
| 0     | 90 a 94 | 0     |
| 8     | 85 a 89 | 0     |
| 0     | 80 a 84 | 4     |
| 24    | 75 a 79 | 16    |
| 36    | 70 a 74 | 40    |
| 36    | 65 a 69 | 32    |
| 12    | 60 a 64 | 20    |
| 20    | 55 a 59 | 8     |
| 28    | 50 a 54 | 32    |
| 48    | 45 a 49 | 28    |
| 36    | 40 a 44 | 32    |
| 48    | 35 a 39 | 40    |
| 52    | 30 a 34 | 44    |
| 36    | 25 a 29 | 40    |
| 24    | 20 a 24 | 16    |
| 68    | 15 a 19 | 28    |
| 28    | 10 a 14 | 40    |
| 48    | 5 a 9   | 72    |
| 32    | 0 a 4   | 28    |

## Economia
El 2007 la població en edat de treballar era de 665 persones, 494 eren actives i 171 eren inactives. De les 494 persones actives 464 estaven ocupades (253 homes i 211 dones) i 30 estaven aturades (13 homes i 17 dones). De les 171 persones inactives 51 estaven jubilades, 49 estaven estudiant i 71 estaven classificades com a «altres inactius».

### Ingressos
El 2009 a Juvigny-sous-Andaine hi havia 441 unitats fiscals que integraven 1.039 persones, la mediana anual d'ingressos fiscals per persona era de 15.802 €.

### Activitats econòmiques
Dels 43 establiments que hi havia el 2007, 1 era d'una empresa alimentària, 2 d'empreses de fabricació d'altres productes industrials, 7 d'empreses de construcció, 6 d'empreses de comerç i reparació d'automòbils, 2 d'empreses de transport, 7 d'empreses d'hostatgeria i restauració, 1 d'una empresa financera, 1 d'una empresa immobiliària, 9 d'empreses de serveis, 3 d'entitats de l'administració pública i 4 d'empreses classificades com a «altres activitats de serveis».
Dels 12 establiments de servei als particulars que hi havia el 2009, 1 era una oficina bancària, 1 taller de reparació d'automòbils i de material agrícola, 1 guixaire pintor, 1 fusteria, 2 lampisteries, 1 electricista, 1 empresa de construcció, 2 perruqueries i 2 restaurants.
Dels 3 establiments comercials que hi havia el 2009, 1 era una botiga de més de 120 m², 1 una botiga de menys de 120 m² i 1 una fleca.
L'any 2000 a Juvigny-sous-Andaine hi havia 33 explotacions agrícoles que ocupaven un total de 867 hectàrees.

## Equipaments sanitaris i escolars
El 2009 hi havia una escola elemental integrada dins d'un grup escolar amb les comunes properes formant una escola dispersa.

## Poblacions més properes
El següent diagrama mostra les poblacions més properes.